# KERS
KERS(Kinetic Energy Recovery Systems)는 여분의 운동에너지를 다른 형태로 저장하여 추가로 가속이 필요할 때 다시 쓸 수 있게 하는 장치이다. 주로 전기에너지의 형태로 저장하며, 발전과 방전은 EGU(Electric Generating Unit)를 통해 이루어진다.
- F1 2011 시즌에서의 많은 고장은 열방출과 관련이 있다.[1]

포뮬러 원의 KERS 작동 과정